# Marek Kolbowicz
Marek Antoni Kolbowicz, poljski veslač, * 11. junij 1971, Szczecin.
Kolbowicz je za Poljsko nastopil v dvojnem četvercu na Poletnih olimpijskih igrah 1996 v Atlanti, Poletnih olimpijskih igrah 2004 v Atenah ter na Poletnih olimpijskih igrah 2008 v Pekingu. Na Poletnih olimpijskih igrah 2000 v Sydneyju je nastopil v poljskem dvojnem dvojcu.
V Pekingu je poljski čoln osvojil zlato medaljo. Pred tem so bili Poljaki v Atlanti deveti, v Sydneyju je bil dvojni dvojec šesti, v Atenah pa je Kolbowicz z dvojnim četvercem zasedel četrto mesto.
Poleg tega je Kolbowicz osvojil še štiri zlate, eno srebrno in dve bronasti medalji s svetovnih prvenstev.

## Nagrade
Za zasluge v športu je leta 2008 prejel viteški križec reda Polonia Restituta (5. klase).